# حوزه انتخابیه مجلس روستایی باتیندا
حوزه انتخابیه مجلس روستایی باتیندا (شماره : ۹۳) یک حوزه انتخابیه مجلس قانونگذاری پنجاب در بخش باتیندا ، ایالت پنجاب ، هند می باشد. اسم پیشین آن حوزه مجلس پاککا کالاان بود . 

## اعضای مجلس مقننه
- ۲۰۱۲: دارشان سینگ کوتفاتا (اس آ دی)
- ۲۰۰۷: ماخان سینگ (کنگره)
- ۲۰۰۲: گورجانت سینگ کوتیوال (سی پی یی)
- ۱۹۹۷: ماخان سینگ (کنگره)
- ۱۹۹۲: بالدف سینگ (کنگره)